# Philip Barker
Philip Arthur Barker (22 agosto 1920 – 8 gennaio 2001) è stato un archeologo britannico, celebre soprattutto per le sue ricerche sul metodo dello scavo stratigrafico.

## Biografia
Dopo aver lasciato la scuola senza qualifiche, servì nella RAF durante la seconda guerra mondiale, prima di diventare insegnante. Si interessò di archeologia ed entrò nel corpo accademico dell'Università di Birmingham. Per molti anni fu l'archeologo incarico degli scavi alla cattedrale di Worcester.
Negli anni 1970 e 1980 collaborò alla creazione di Rescue e dell'Institute of Field Archaeologists e intraprese lavori di scavo a Wroxeter e a Hen Domen.
Scrisse una guida completa all'archeologia sul campo, Tecniche di scavo archeologico (titolo originale Techniques of Archaeological Excavation), pubblicato originariamente nel 1977 e tuttora ristampato e tradotto in diverse lingue, tra cui l'italiano.
Morì all'età di 80 anni nel gennaio 2001.